# Come Home with Me Baby
Come Home with Me Baby è un brano musicale dei Dead or Alive, pubblicata nel 1989 dall'etichetta discografica Epic Records come secondo singolo tratto dall'album Nude.
Il brano fu quasi ignorato nella madrepatria Regno Unito, dove si piazzò al 62º posto nella classifica dei singoli. Tale mancanza di successo secondo alcuni sarebbe da attribuire al testo della canzone, che incoraggiava al sesso occasionale in tempi in cui l'AIDS avanzava.
Fu uno dei tanti casi in cui i Dead or Alive riscossero più successo all'estero che in madrepatria: il brano infatti conquistò la posizione numero 1 in Brasile, Giappone e nella classifica dance degli Stati Uniti.

## Classifica
| Nazione (1989)                            | Posizione |
| ----------------------------------------- | --------- |
| Regno Unito                               | 62        |
| Australia                                 | 45        |
| Stati Uniti                               | 69        |
| Stati Uniti Billboard Hot Dance Club Play | 1         |
| Brasile                                   | 1         |
| Giappone                                  | 1         |